# Pepet i Marieta
Pepet i Marieta és un grup format per músics de banda i banda del riu Sénia. A partir de fer la cançó «La via», i abans d'aquesta, «La mani», escrita pel montsianenc i cap del grup, Josep Bordes, el grup va anant agafant cada cop més fama de la que ja tenia, aquest cop, més escampada pels Països Valencians. A l'estiu de 2014, en col·laboració de la Televisió de Catalunya, el grup treu a la llum el seu millor èxit, «Corre l'estiu», la cançó de l'estiu de TV3 i Catalunya Ràdio.

## Discografia

### Àlbums
- 2002: 4 xispis i una canyeta, maqueta
- 2004: Sempre hi ha un pedaç pa un discosit, Edicions Singulars
- 2005: Sin piedras BSO, banda sonora del documental Sin piedras
- 2006: Xalera, Discmedi
- 2008: La Pelu, Edicions Singulars
- 2010: Qui no plora no mama!,[4] La Produktiva
- 2011: Manudu Paligru, La Produktiva
- 2013: Lo món d'un mos, Mésdemil
- 2015: La sal de la vida, La Produktiva
- 2017: La revolució dels somnis, Música Global

### Senzills
- La via. 2013 (amb Francesc Ribera «Titot», Txe Arana, Meritxell Gené, Arnau Aymerich, Miquel Gironès, Pep Gimeno «Botifarra», Miquel Gil i Maria Antònia Gost)[5]
- Corre l'estiu. 2014 (Cançó de l'estiu de TV3; Tria i remena)